# Séverine Beltrame
Séverine Beltrame (Montpellier, 14 augustus 1979) is een voormalig tennisspeelster uit Frankrijk.

## Loopbaan

### Enkelspel
In 1997 nam Beltrame voor het eerst deel aan een ITF-toernooi, in het Franse Saint-Raphaël. Zij behaalde haar eerste ITF-titel in juni 2001 in Canet-en-Roussillon, eveneens in Frankrijk.
Beltrame werd prof in 2002 en maakte in november 2003 haar debuut in het WTA-circuit tijdens het WTA-toernooi van Pattaya. Roland Garros van 2004 was het eerste grandslamtoernooi waarin zij in de hoofdtabel uitkwam. In de periode 2004–2009 nam zij in een ononderbroken reeks aan 23 grandslamtoernooien deel – haar beste resultaat daarbij was het bereiken van de kwartfinale van Wimbledon in 2006. Zij verloor toen van Justine Henin. Zij heeft geen WTA-finales weten te bereiken.

### Dubbelspel
In 1998 nam Beltrame voor het eerst deel aan een ITF-toernooi, in het Franse Périgueux. Zij behaalde, samen met landgenote Samantha Schöffel, haar eerste ITF-titel in april 2000 in Talence, eveneens in Frankrijk.
Tegelijk met haar WTA-enkelspeldebuut speelde zij (in november 2003) in Pattaya ook in het dubbelspel. Roland Garros 2003 was het eerste grandslamtoernooi waarin zij in de hoofdtabel uitkwam, samen met landgenote Camille Pin. In geen enkel grandslamtoernooi kwam zij voorbij de tweede ronde. In 2008 bereikte zij voor het eerst de finale van een WTA-toernooi, in Birmingham samen met de Spaanse Virginia Ruano Pascual – zij verloren de finale van de als eerste geplaatste Cara Black en Liezel Huber. Het jaar erna stond zij nogmaals in een WTA-finale, in Québec samen met de Zweedse Sofia Arvidsson – ook hier lukte het haar niet de titel te grijpen.

#### Gemengd dubbelspel
In de periode 2004–2009 oefende zij ook het gemengd dubbelspel uit, voornamelijk op Roland Garros. Haar beste resultaat behaalde zij echter tijdens haar eenmalige deelname aan Wimbledon (in 2007) – samen met landgenoot Fabrice Santoro bereikte zij de halve finale.

### Tennis in teamverband
In de periode 2002–2009 maakte Beltrame deel uit van het Franse Fed Cup-team, met Tatiana Golovin in 2006, en met Nathalie Dechy in 2007 en 2009 – zij vergaarde daar een winst/verlies-balans van 2–3.

## Persoonlijk
Op 12 september 2005 trouwde Beltrame met haar toenmalige coach Eric Brémond; daarna gebruikte zij zijn achternaam. Op 18 november 2008 is zij echter gescheiden. Daarna schreef zij zich weer op toernooien in onder de naam Beltrame.

## Posities op deWTA-ranglijst
Positie per einde seizoen:
| jaar | rang enkelspel | rang dubbelspel |
| ---- | -------------- | --------------- |
| 1999 | 591            | –               |
| 2000 | 480            | 524             |
| 2001 | 339            | 665             |
| 2002 | 238            | 274             |
| 2003 | 147            | 285             |
| 2004 | 95             | 193             |
| 2005 | 102            | 349             |
| 2006 | 39             | 117             |
| 2007 | 104            | 118             |
| 2008 | 93             | 117             |
| 2009 | 150            | 121             |
| 2010 | 204            | 365             |
| 2011 | 261            | 353             |
| 2012 | 252            | 142             |

## Palmares
| Legenda                | Legenda                  |
| ---------------------- | ------------------------ |
| Grandslamtoernooi      |                          |
| Olympische Spelen      |                          |
| Year-End Championships |                          |
| tot 2009               | 2009 – 2020 / vanaf 2021 |
| Tier I                 | Premier Mandatory        |
| Tier II                | Premier Five / WTA 1000  |
| Tier III               | Premier / WTA 500        |
| Tier IV & V            | International / WTA 250  |
|                        | Challenger / WTA 125     |

### WTA-finaleplaatsen enkelspel
geen

### WTA-finaleplaatsen vrouwendubbelspel
| nr.              | finale     | toernooi       | ondergrond | partner                | tegenstandsters                       | score    |         |
| ---------------- | ---------- | -------------- | ---------- | ---------------------- | ------------------------------------- | -------- | ------- |
| gewonnen finales |            |                |            |                        |                                       |          |         |
| geen             |            |                |            |                        |                                       |          |         |
| verloren finales |            |                |            |                        |                                       |          |         |
| 1.               | 2008-06-15 | WTA Birmingham | gras       | Virginia Ruano Pascual | Cara Black Liezel Huber               | 2-6, 1-6 | details |
| 2.               | 2009-09-20 | WTA Québec     | tapijt (i) | Sofia Arvidsson        | Vania King Barbora Záhlavová-Strýcová | 1-6, 3-6 | details |

### Gewonnen ITF-toernooien enkelspel
| nr. | datum      | toernooi                | dotatie  | tegenstandster      | score         |
| --- | ---------- | ----------------------- | -------- | ------------------- | ------------- |
| 1.  | 2001-06-24 | Canet-en-Roussillon     | $ 10.000 | Séverine Arpajou    | 3-6, 6-3, 6-4 |
| 2.  | 2001-07-08 | Périgueux               | $ 10.000 | Daniela Olivera     | 6-4, 6-1      |
| 3.  | 2003-09-21 | Sofia                   | $ 25.000 | Patricia Wartusch   | 6-2, 6-1      |
| 4.  | 2003-10-05 | Porto                   | $ 25.000 | Sybille Bammer      | 6-2, 6-3      |
| 5.  | 2004-05-02 | Cagnes-sur-Mer          | $ 75.000 | Anna-Lena Grönefeld | 6-4, 6-4      |
| 6.  | 2011-06-25 | Périgueux               | $ 25.000 | Audrey Bergot       | 6-4, 6-2      |
| 7.  | 2012-06-24 | Montpellier             | $ 25.000 | Catalina Castaño    | 6-2, 7-6      |
| 8.  | 2012-07-29 | Les Contamines-Montjoie | $ 25.000 | Tereza Mrdeža       | 6-2, 6-2      |

### Gewonnen ITF-toernooien dubbelspel
| nr. | datum      | toernooi       | dotatie   | partner               | tegenstandsters                     | score            |
| --- | ---------- | -------------- | --------- | --------------------- | ----------------------------------- | ---------------- |
| 1.  | 2000-04-30 | Talence        | $ 10.000  | Samantha Schöffel     | Aurore Desert Magali Lamarre        | 6-2, 6-2         |
| 2.  | 2002-02-24 | Vale do Lobo   | $ 10.000  | Amandine Dulon        | Anna Floris Giulia Meruzzi          | 7-6, 6-2         |
| 3.  | 2003-01-26 | Grenoble       | $ 10.000  | Amandine Dulon        | Leslie Butkiewicz Kim Kilsdonk      | 5-7, 7-6, 7-6    |
| 4.  | 2004-07-18 | Vittel         | $ 50.000  | Stéphanie Cohen-Aloro | Maria Goloviznina Maria Wolfbrandt  | 6-1, 6-3         |
| 5.  | 2009-09-27 | Saguenay       | $ 50.000  | Sofia Arvidsson       | Stéphanie Dubois Rebecca Marino     | 6-3, 6-1         |
| 6.  | 2012-06-16 | Marseille      | $ 100.000 | Laura Thorpe          | Kristina Barrois Olha Savtsjoek     | 6-1, 6-4         |
| 7.  | 2012-06-21 | Montpellier    | $ 25.000  | Laura Thorpe          | Mailen Auroux María Irigoyen        | 4-6, 6-4, [10-6] |
| 8.  | 2012-07-15 | Biarritz       | $ 10.000  | Laura Thorpe          | Lara Arruabarrena Mónica Puig       | 6-2, 6-3         |
| 9.  | 2012-08-26 | Charleroi      | $ 25.000  | Laura Thorpe          | Ilona Kremen Diāna Marcinkēviča     | 3-6, 6-4, [10-7] |
| 10. | 2012-10-14 | Joué-lès-Tours | $ 50.000  | Julie Coin            | Justyna Jegiołka Diāna Marcinkēviča | 7-5, 6-4         |

## Resultaten grandslamtoernooien
| Legenda | Legenda                          |
| ------- | -------------------------------- |
| g.t.    | geen toernooi gehouden           |
| l.c.    | lagere categorie                 |
| –       | niet deelgenomen                 |
| G       | uitgeschakeld in de groepsfase   |
| 1R      | uitgeschakeld in de eerste ronde |
| 2R      | uitgeschakeld in de tweede ronde |
| 3R      | uitgeschakeld in de derde ronde  |
| 4R      | uitgeschakeld in de vierde ronde |
| KF      | uitgeschakeld in de kwartfinale  |
| HF      | uitgeschakeld in de halve finale |
| F       | de finale verloren               |
| W       | het toernooi gewonnen            |
| w-v     | winst/verlies-balans             |

### Enkelspel
| toernooi        | 2004 | 2005 | 2006 | 2007 | 2008 | 2009 |
| --------------- | ---- | ---- | ---- | ---- | ---- | ---- |
| Australian Open | –    | 1R   | 1R   | 1R   | 1R   | 2R   |
| Roland Garros   | 1R   | 2R   | 1R   | 1R   | 1R   | 1R   |
| Wimbledon       | 1R   | 2R   | KF   | 2R   | 1R   | 1R   |
| US Open         | 2R   | 1R   | 2R   | 2R   | 4R   | 1R   |

### Vrouwendubbelspel
| toernooi        | 2003 | 2004 | 2005 | 2006 | 2007 | 2008 | 2009 | 2010 |    | 2012 | 2013 |
| --------------- | ---- | ---- | ---- | ---- | ---- | ---- | ---- | ---- | -- | ---- | ---- |
| Australian Open | –    | –    | –    | 2R   | 2R   | 1R   | 1R   | –    | –  | –    |      |
| Roland Garros   | 1R   | 1R   | 1R   | 1R   | 1R   | 2R   | 2R   | 1R   | 1R | 2R   |      |
| Wimbledon       | –    | –    | –    | –    | 1R   | –    | –    | –    | –  | –    |      |
| US Open         | –    | 1R   | –    | 2R   | 1R   | –    | –    | –    | –  | –    |      |

### Gemengd dubbelspel
| Australian Open | –  | –  | –  | –  | –  | –  |
| Roland Garros   | 2R | 1R | 2R | 2R | 2R | 1R |
| Wimbledon       | –  | –  | –  | HF | –  | –  |
| US Open         | –  | –  | –  | –  | –  | –  |